# Rena Matsui
Rena Matsui (松井玲奈, Matsui Rena), née le 27 juillet 1991 à Toyohashi, dans la préfecture d'Aichi, au Japon, est une chanteuse, idole japonaise du groupe féminin japonais SKE48 (de 2008 à 2015) et du groupe Nogizaka46 (de février 2014 à mars 2015).
Elle fut membre de la Team S à partir d'octobre 2008 avant d'être nommée capitaine de la Team E en tant que capitaine en avril 2013.

## Biographie
Elle participe à la première audition ayant eu lieu en juillet 2008 pour le premier groupe-sœur d'AKB48 nommé SKE48, créé par Yasushi Akimoto et basé à Nagoya. Elle est sélectionnée peu après et joint le groupe en tant que membre de la première génération. Elle intègre la Team S qui fait ses débuts en octobre 2008. Elle est notamment choisie en 2010 pour le membre principal d'SKE48 à participer au single d'AKB48, 10nen Sakura.
Elle est transférée à la Team E pendant le concert au Gaishi Hall en avril 2013 et en est devenue la Capitaine de la team. Les élections Senbatsu en 2009 elle finit 29e, 11e en 2010, 10e en 2011 et 10e encore une fois en 2012. En 2013 elle a fini septième avec au total 73 173 votes.
Le 10 juin 2015, Rena Matsui annonce son départ de SKE48 au cours d’une émission spéciale de All Night Nippon (ANN) consacrée à AKB48. Elle explique vouloir poursuivre sa carrière en tant qu’actrice ; elle a ainsi confirmé les rumeurs publiées dans le journal Nikkan Sports le même jour. Son dernier concert et la cérémonie de graduation de Matsui Rena auront lieu fin août à Nagoya. Des événements de prise de contact sont également prévus.
Mastui occupe la position de centre 18e single des SKE48 Maenomeri (sorti le 12 août 2015) car il s'agit du dernier single auquel elle participe avant sa graduation.

## Discographie

### Avec SKE48
Albums studio
1. 19 septembre 2012 – Kono Hi no Chime o Wasurenai (この日のチャイムを忘れない?)

Singles
1. 22 octobre 2008 – Ōgoe Diamond (SKE48ver.) (大声ダイヤモンド(SKE48ver.)?)
2. 5 août 2009 – Tsuyoki Mono yo (強き者よ?)
3. 24 mars 2010 – Aozora Kataomoi (青空片想い?)
4. 7 juillet 2010 – Gomen ne, Summer (ごめんね、SUMMER?)
5. 17 novembre 2010 – 1! 2! 3! 4! Yoroshiku! (1!2!3!4! ヨロシク!?)
6. 9 mars 2011 – Banzai Venus (バンザイVenus?)
7. 27 juillet 2011 – Pareo wa Emerald (パレオはエメラルド?)
8. 9 novembre 2011 – Oki Doki (オキドキ?)
9. 25 janvier 2012 – Kataomoi Finally (片想いFinally?)
10. 16 mai 2012 – Aishite-love-ru! (アイシテラブル!?)
11. 19 septembre 2012 – Kiss Datte Hidarikiki (キスだって左利き?)
12. 30 janvier 2013 – Choco no Dorei (チョコの奴隷?)
13. 17 juillet 2013 - Utsukushii Inazuma (美しい稲妻?)
14. 20 novembre 2013 - Sansei Kawaii! (賛成カワイイ!?)
15. 19 mars 2014 - Mirai to wa? (未来とは??)
16. 10 décembre 2014 - 12 Gatsu no Kangaroo (12月のカンガルー?)
17. 31 mars 2015 - Coquettish Jūtaichū (コケティッシュ渋滞中?)
18. 12 août 2015 - Maenomeri (前のめり?)

### Avec AKB48
Albums
| Date de sortie  | Titre                                  | Titre original                         | Remarques                                        |
| --------------- | -------------------------------------- | -------------------------------------- | ------------------------------------------------ |
| 7 avril 2010    | Kamikyokutachi                         | 神曲たち                               | Deuxième album / Compilations singles et faces B |
| 14 juillet 2010 | SET LIST - Greatest Songs - Kanzen Ban | SET LIST〜グレイテストソングス〜完全盤 | Ré-édition                                       |
| 8 juin 2011     | Koko ni Ita Koto                       | ここにいたこと                         | Troisième album et premier album original        |
| 15 août 2012    | 1830m                                  | 1830m                                  | Quatrième album et deuxième album original       |
| 22 janvier 2014 | Tsugi no Ashiato                       | 次の足跡                               | Cinquième album et troisième album original      |

Singles (major)
| N° | Date de sortie   | Titre | Titre original | Remarques            |
| -- | ---------------- | --- | --- | -------------------- |
| 11 | 4 mars 2009      | 10nen Sakura | 10年桜 |                      |
| 12 | 24 juin 2009     | Namida Surprise ! | 涙サプライズ! |                      |
| 13 | 26 août 2009     | Iiwake Maybe | 言い訳Maybe |                      |
| 14 | 21 octobre 2009  | RIVER | RIVER |                      |
| 15 | 17 février 2010  | Sakura no Shiori | 桜の栞 |                      |
| 16 | 26 mai 2010      | Ponytail to Shushu | ポニーテールとシュシュ |                      |
| 17 | 18 août 2010     | Heavy Rotation | ヘビーローテーション |                      |
| 18 | 27 octobre 2010  | Beginner | Beginner |                      |
| 19 | 8 décembre 2010  | Chance no Junban | チャンスの順番 |                      |
| 20 | 16 février 2011  | Sakura no Ki ni Narō | 桜の木になろう |                      |
| -  | 1er avril 2011   | Dareka no Tameni -What can I do for someone ?- | 誰かのために ~What can I do for someone?~ | Distribution limitée |
| 21 | 25 mai 2011      | Everyday, Kachūsha | Everyday、カチューシャ |                      |
| 22 | 24 août 2011     | Flying Get | フライングゲット |                      |
| 23 | 26 octobre 2011  | Kaze wa Fuiteiru | 風は吹いている |                      |
| 24 | 7 décembre 2011  | Ue Kara Mariko | 上からマリコ |                      |
| 25 | 15 février 2012  | GIVE ME FIVE! | GIVE ME FIVE ! |                      |
| 26 | 23 mai 2012      | Manatsu no Sounds good! | 真夏のSounds good! |                      |
| 27 | 29 août 2012     | Gingham Check | Gingham Check |                      |
| 28 | 31 octobre 2012  | UZA | UZA |                      |
| 29 | 5 décembre 2012  | Eien Pressure | 永遠プレッシャー |                      |
| 30 | 20 février 2013  | So long ! | So long ! |                      |
| 31 | 22 mai 2013      | Sayonara Crawl | さよならクロール |                      |
| 32 | 21 août 2013     | Koi Suru Fortune Cookie | 恋するフォーチュンクッキー |                      |
| 33 | 30 octobre 2013  | Heart Electric | ハート・エレキ |                      |
| 34 | 11 décembre 2013 | Suzukake no Ki no Michi de "Kimi no Hohoemi o Yume ni Miru" to Itte Shimattara Bokutachi no Kankei wa Dō Kawatte Shimau no ka, Bokunari ni Nan-nichi ka Kangaeta Ue de no Yaya Kihazukashii Ketsuron no Yō na Mono | 鈴懸の木の道で「君の微笑みを夢に見る」と言ってしまったら僕たちの関係はどう変わってしまうのか、僕なりに何日か考えた上でのやや気恥ずかしい結論のようなもの? |                      |
| 35 | 26 février 2014  | Maeshika mukanē | 前しか向かねえ |                      |
| 36 | 21 mai 2014      | Labrador Retriever | ラブラドール・レトリバー |                      |

## Filmographie

### Drama
- 2010 - Majisuka Gakuen : Gekikara
- 2010 - Okagesama de
- 2011 - Oshare ni Koi Shita Cinderella ~Okarie ga Yumi wo Kanaeru Made
- 2011 - Mousou Deka
- 2011 - Majisuka Gakuen 2 : Amakuchi/Chuukara/Gekikara
- 2011 - Shin Anata no Shiranai Sekai : Rie
- 2012 - Nagoya Iki Saishuuressha
- 2013 - Housou Museum Kikiippatsu

### Film
- gift (2014)